# Comités de la Revolución Islámica
Los Comités de la Revolución Islámica (en persa: کمیته‌های انقلاب اسلامی‎, romanizado: Komitehāye Enqelābe Eslāmi), también conocidos simplemente como el Comité (en persa: کمیته‎, romanizado: Komīte), fue una fuerza policial en Irán que actuaba bajo el Ministerio del Interior. Los comités eran responsables de hacer cumplir las normas islámicas y las normas morales sobre el comportamiento social. Fundada como una de las Organizaciones de la Revolución iraní en 1979, finalmente se fusionó con Shahrbani y la Gendarmería para formar la Fuerza Disciplinaria de la República Islámica de Irán en 1991.